# Bobby (2006)
Bobby is een Amerikaanse semi-historische dramafilm uit 2006 onder regie van acteur Emilio Estevez. De mozaïekfilm speelt zich af in Los Angeles tussen 4 juni en 5 juni 1968. Het richt zich op het leven van een fictieve groep mensen in het Ambassador Hotel, waar senator Robert F. Kennedy die dag in werkelijkheid aanwezig was.
Bobby ging in première op het Filmfestival van Venetië, waar het na afloop een zeven minuten durende staande ovatie kreeg. Een wereldwijde première vond eind 2006 plaats.

## Verhaal
Bobby focust zich op een aantal fictieve gebeurtenissen in het Ambassador Hotel op de dag van de moordaanslag op Robert F. Kennedy. De film toont een dag in het leven van 24 personages, op de manier zoals een aantal hotelgasten gevolgd werden in Grand Hotel (1932). Deze tragikomedie, die zich afspeelt in een luxueus Berlijns hotel, wordt trouwens vermeld aan het begin van Bobby.
John Casey is de gepensioneerde portier van het Ambassador Hotel. Hij is heel dikwijls in het gezelschap van zijn oude vriend Nelson met wie hij graag schaak speelt. William Avary is een jongeman die het leger in zal moeten om te vechten in de Vietnamoorlog. Diane Huber is een jongedame die bereid is met hem te trouwen zodat hij als getrouwde man zijn dienstplicht in Duitsland mag vervullen in plaats van in het gevaarlijker Vietnam.
Tim en Virginia Fallon zijn twee entertainers die beseffen dat hun carrière zich in een neerwaartse spiraal bevindt. Phil is hun agent. Miriam Ebbers is een styliste die getrouwd is met Paul, de manager van het hotel. Paul krijgt onenigheid met de manager van de keukenafdeling, Daryl Timmons, en ontslaat hem. Daryl was de baas van enkele Afro-Amerikaanse koks en Mexicaanse afwassers, zoals Edward Robinson en José Rojas die onder elkaar racistische opmerkingen niet schuwen. Andere medewerkers van het hotel zijn telefoonoperators Patricia en Angela. De laatstgenoemde heeft een affaire met Paul.
Jack en Samantha Stevens zijn getrouwde socialisten en steunen Kennedy in zijn campagne. Wade Buckley en Dwayne Clark zijn campagnemedewerkers, Cooper en Jimmy vrijwilligers voor de campagne. Cooper en Jimmy strijden om de aandacht van serveerster Susan Taylor. Ze willen per se eens stoned worden en nemen daartoe contact op met een drugsdealer.
De Tsjecho-Slowaakse verslaggeefster Lenka Janacek wacht al dagen op een vijf minuten-interview met Kennedy. Als haar dit eindelijk wordt toegezegd wordt Kennedy kort daarop neergeschoten. Tijdens de moord op Kennedy worden ook andere personen verwond zoals Daryl, William, Samantha, Jimmy en Cooper.

## Rolverdeling

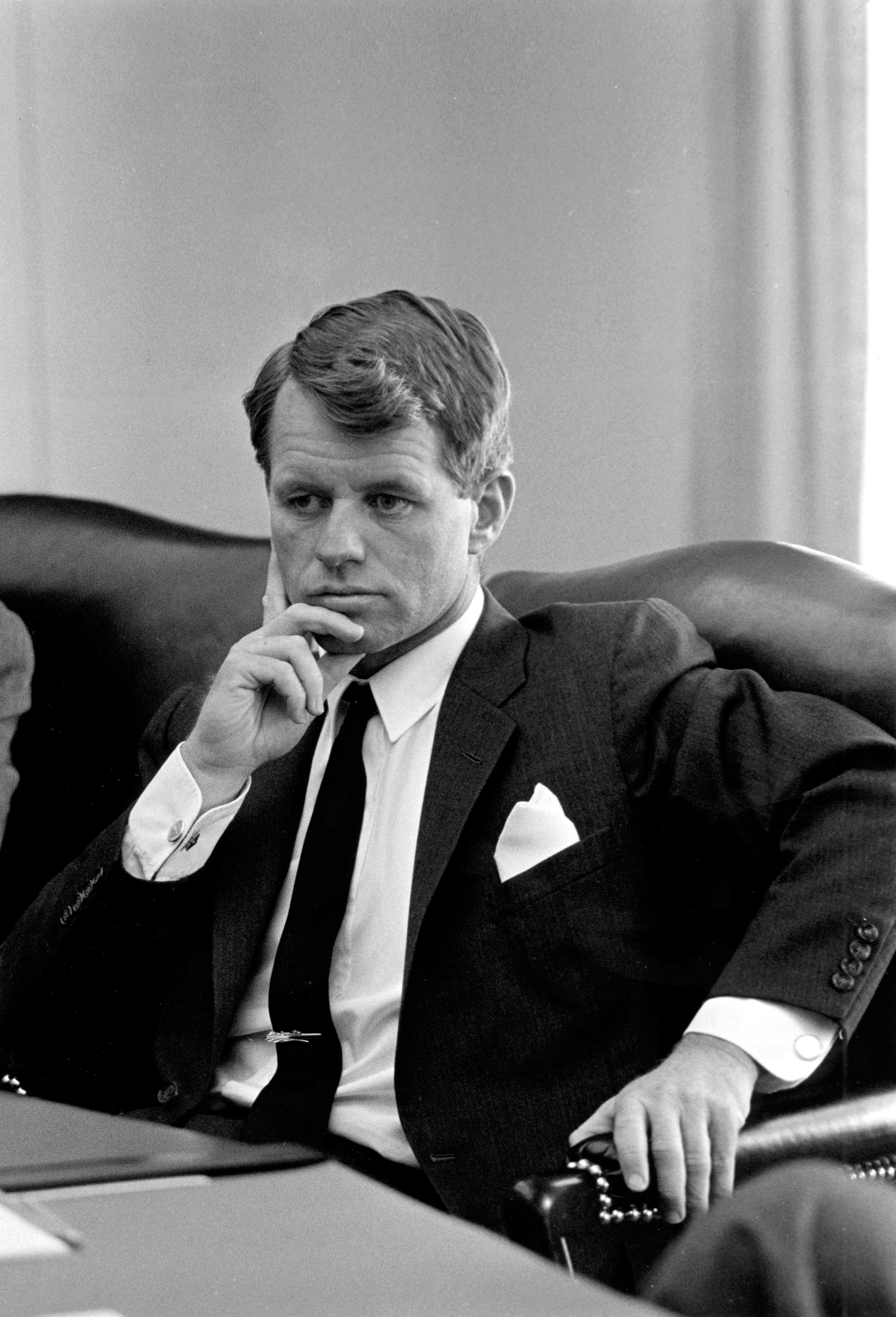
Robert F. Kennedy in het Witte Huis toen hij minister van Justitie was tijdens het presidentschap van Lyndon B. Johnson. (1964)

| Acteur                  | Personage         |
| ----------------------- | ----------------- |
| Anthony Hopkins         | John Casey        |
| Demi Moore              | Virginia Fallon   |
| Sharon Stone            | Miriam Ebbers     |
| Elijah Wood             | William Avary     |
| Lindsay Lohan           | Diane Huber       |
| William H. Macy         | Paul Ebbers       |
| Mary Elizabeth Winstead | Susan Taylor      |
| Helen Hunt              | Samantha Stevens  |
| Christian Slater        | Daryl Timmons     |
| Laurence Fishburne      | Edward Robinson   |
| Freddy Rodriguez        | José Rojas        |
| Nick Cannon             | Dwayne Clark      |
| Emilio Estevez          | Tim Fallon        |
| Brian Geraghty          | Jimmy             |
| Shia LaBeouf            | Cooper            |
| Joshua Jackson          | Wade              |
| Martin Sheen            | Jack Stevens      |
| Joy Bryant              | Patricia          |
| Heather Graham          | Angela            |
| Svetlana Metkina        | Lenka Janacek     |
| Harry Belafonte         | Nelson            |
| Jacob Vargas            | Miguel            |
| Ashton Kutcher          | Dealer            |
| Mark Valley             | Robert F. Kennedy |